# Бистром, Антон Антонович
Барон Антон Антонович Бистром (нем. Otto von Bistram; 1789, Эстляндская губерния, Российская империя — 1854, Тамбовская губерния, Российская империя) — генерал-лейтенант Императорской русской армии, Георгиевский кавалер.

## Биография
Принадлежал к эстляндской ветви древнего рода баронов фон Бистром, после Северной войны принявших русское подданство: сын поручика Отто Оттовича Бистрома (1762—1836) и Августы Йоханны фон Крузенштерн, сестры известного мореплавателя Ивана Фёдоровича Крузенштерна.
Родился 18 (29) июня 1789 года на мызе Каппель.
Службу начал в 1805 году.
В 1806—1807 годах участвовал в войне четвёртой коалиции с Наполеоном. В Отечественной войне 1812 года командовал артиллерийской бригадой, сражался под Клястицами, Полоцком. Получил награды: орден Св. Георгия 4-й степени, орден Св. Анны 2-й степени, орден Св. Владимира 3-й степени, прусский Кульмский крест и орден Красного орла, а также серебряные и бронзовые медали за 1812 год. Несколько раз подполковник Антон-фон Бистром был ранен.
Особенно он отличился в сражении под Кульмом, где командовал конно-артиллерийской ротой. Командовавший в этом сражении кирасирами генерал-лейтенант Д. В. Голицын донёс:

18 августа..., когда решено было атаковать неприятеля с правого фланга, то и приказал лейб-гвардии Кирасирскому Его Величества полку, перейдя ров, встать по косогору, дабы вместе с Татарским уланским полком мог он ударить на неприятельские батареи, сильно по нас действующие,... у высоты поставить тут нашу перешедшую за овраг артиллерию, под командою храброго подполковника Бистрома. Артиллерия сия, из четырех орудий состоящая, выстроившись перед полком наносила большой вред неприятелю и несмотря на сильную неприятельскую канонаду с батарей, подвигалась перед полком Его Величества вперед и поражала... стрелков, засевших в садах... Наконец,... помянутая высота была очищена и мгновенно занята артиллериею храброго подполковника Бистрома, который в сей атаке ранен от стрелков тремя пулями.
По сохранившемуся в семье преданию, опубликованному внуком М. М. Любощинским, император Александр I, узнав о смертельном ранении в грудь Антона Антоновича Бистрома сказал: «Жалею об утрате храбреца. Пусть Бистром умрёт генералом». По свидетельству М. Любощинского, «В Храме Христа Спасителя в Москве… фамилия деда была на мраморной доске, в числе других смертельно раненных при Кульме». Однако он выжил; в 1815 году был «отпущен в чужие край для излечения ран» за казённый счёт. В 1816 году продолжил службу в конной артиллерии, однако тяжёлое ранение вынудило его в 1817 году вновь выехать на лечение за границу.
Во время поездки в Италию в 1817 году он встретился с художником И. Эггинком, и заказал ему свой портрет, который был исполнен в 1819 году.
В 1821 году он стал командиром Лейб-гвардии конной артиллерии.
Масон, член петербургской ложи «Александра к коронованному пеликану».
Генерал-майор с 15 июня 1823 года. В отставку вышел генерал-лейтенантом с 6 марта 1834 года.
А. А. Бистром поселился со своей семьёй в Никольском в Козловском уезде Тамбовской губернии, которое с тех пор получило второе название Никольское-Бистром и стало считаться родовым имением Бистромов. В память о счастливом избавлении от смерти в Кульмском сражении в 1852 году здесь была построена кирпичная Никольская церковь в стиле ампир с каменной оградой и высокой колокольней; в левой, ведущей в алтарь двери иконостаса, был образ с ликами святых, имена которых носили члены семьи. Храм до наших дней не сохранился, он был разрушен в годы атеистических гонений. Кроме этого супруги построили и «деревянную крытую железом двухклассную школу на 30 учеников» для обучения своих крепостных крестьян.
Умер 22 марта 1854 года[по какому календарю?] в Никольском в Тамбовской губернии.

## Награды
- орден Св. Георгия 4-й ст.
- орден Св. Анны 2-й ст.
- орден Св. Владимира 3-й ст.
- орден Св. Анны 1-й ст. (01.01.1828)
- прусский Кульмский крест
- прусский Pour le Mérite (1813)
- орден Красного орла 3-й ст.
- золотая сабля с надписью «За храбрость»[2]

В 1832 году он получил знак отличия беспорочной службы XXV лет.

## Семья
Женат был дважды: первая жена — Мария Петровна Загряжская; вторая — Мария Павловна Щепочкина.
В семье А. А. Бистрома, кроме трёх сыновей, погибших рано (Александр, Павел, Филипп (род. 26.08.1835)), было пять дочерей:
- Александра (1824—1902) — замужем за известным хирургом Н. И. Пироговым;
- Мария (1829—?) — в первом браке замужем за Василием Михайловичем Быковым и у них родились три сына: Николай, Василий и Сергей; во втором браке — за М. Н. Любощинским (1818—1889)), от которого родился внук и внучка А. А. Бистром: Марк Маркович Любощинский (1865—1953) и Софья Марковна (её первый муж — А. И. Старицкий, второй — М. А. Бакунин);
- Любовь (1839—1911) — замужем за Дмитрием Васильевичем Ивановым (1811—1885); их сын — директор Оружейной палаты Д. Д. Иванов;
- Наталья — с 1863 года была замужем за штабс-капитаном лейб-гвардии Преображенского полка Станиславом Козеном (сыном Ф. А. Козена), который ей приходился племянником;
- Евгения — замужем за козловским помещиком Ф. Мацневым.